# Manuel Pérez Salas
Manuel Pérez Salas (f. 1939) fue un militar español que participó en la Guerra civil española.

## Biografía
Militar de carrera, pertenecía al arma de infantería. Nació en el seno de una familia de tradición militar, como fue el caso de sus hermanos Jesús, Joaquín o Julio.
En julio de 1936, al estallido de la Guerra civil, se encontraba destinado en la III División Orgánica de Valencia y ostentaba el rango de teniente coronel. Se mantuvo fiel a la República, colaborando en la represión de los elementos insurrectos. Organizó fuerzas de voluntarios para oponerse a los sublevados. Fue comandante de la II Columna de Levante que, compuesta por 2416 efectivos, actuó en el frente de Teruel. Posteriormente sería director de la Escuela Popular de Guerra instalada en Paterna.
Capturado por los franquistas al final de la contienda, en Valencia, fue fusilado en 1939.